# Parque nacional de Seitseminen
El Parque nacional de Seitseminen (en finés: Seitsemisen kansallispuisto) es un área protegida que se encuentra en los municipios de Ikaalinen y Ylöjärvi en el país europeo de Finlandia. El parque nacional fue establecido en 1982 y posteriormente ampliado en 1989. Cubre 45,5 kilómetros cuadrados. El parque es una mezcla típica de las tierras altas y tierras bajas, y bosques de coníferas boreales de la región de la cuenca Suomenselkä. Las zonas altas están dominadas por espacios productivos de la picea de Noruega y el pino silvestre, mientras que las zonas bajas están cubiertas por territorios pantanosos.